# Joan Ferret i Navarro
Joan Ferret i Navarro (Vendrell, 21 de juny de 1888 - Ciutat de Mèxic, 1956) fou un advocat i polític català, diputat a Corts durant la Segona República.

## Biografia
Era llicenciat en dret i treballà com a advocat i procurador. Militant del Partit Republicà Democràtic Federal, amb el que fou alcalde i tinent d'alcalde del Vendrell. Dirigí el Diari del Baix Penedès.
A les eleccions generals espanyoles de 1933 fou elegit diputat per la província de Barcelona dins les llistes d'ERC. Hi fou vocal titular de la comissió de Justícia i secretari de la minoria del seu partit després dels fets del sis d'octubre de 1934.
En acabar la guerra civil espanyola marxà a França. L'abril de 1942 salparà de Marsella a Casablanca a bord del Marsella. Allí embarcaria al Nyassa cap a Veracruz. S'instal·là a Ciutat de Mèxic, d'on ja no tornaria.